# Cooperativa per la costruzione ed il Risanamento di case per lavoratori in Bologna
La Cooperativa per la costruzione ed il Risanamento di case per lavoratori in Bologna è una cooperativa edilizia a proprietà indivisa fondata a Bologna nel 1884. Al 31 dicembre 2024 conta 12.724 soci e possiede un patrimonio di 2.247 unità immobiliari a destinazione abitativa, 107 locali commerciali e 423 box autorimesse, con le relative parti comuni.

## Storia

### Dalla fondazione alla Prima Guerra Mondiale

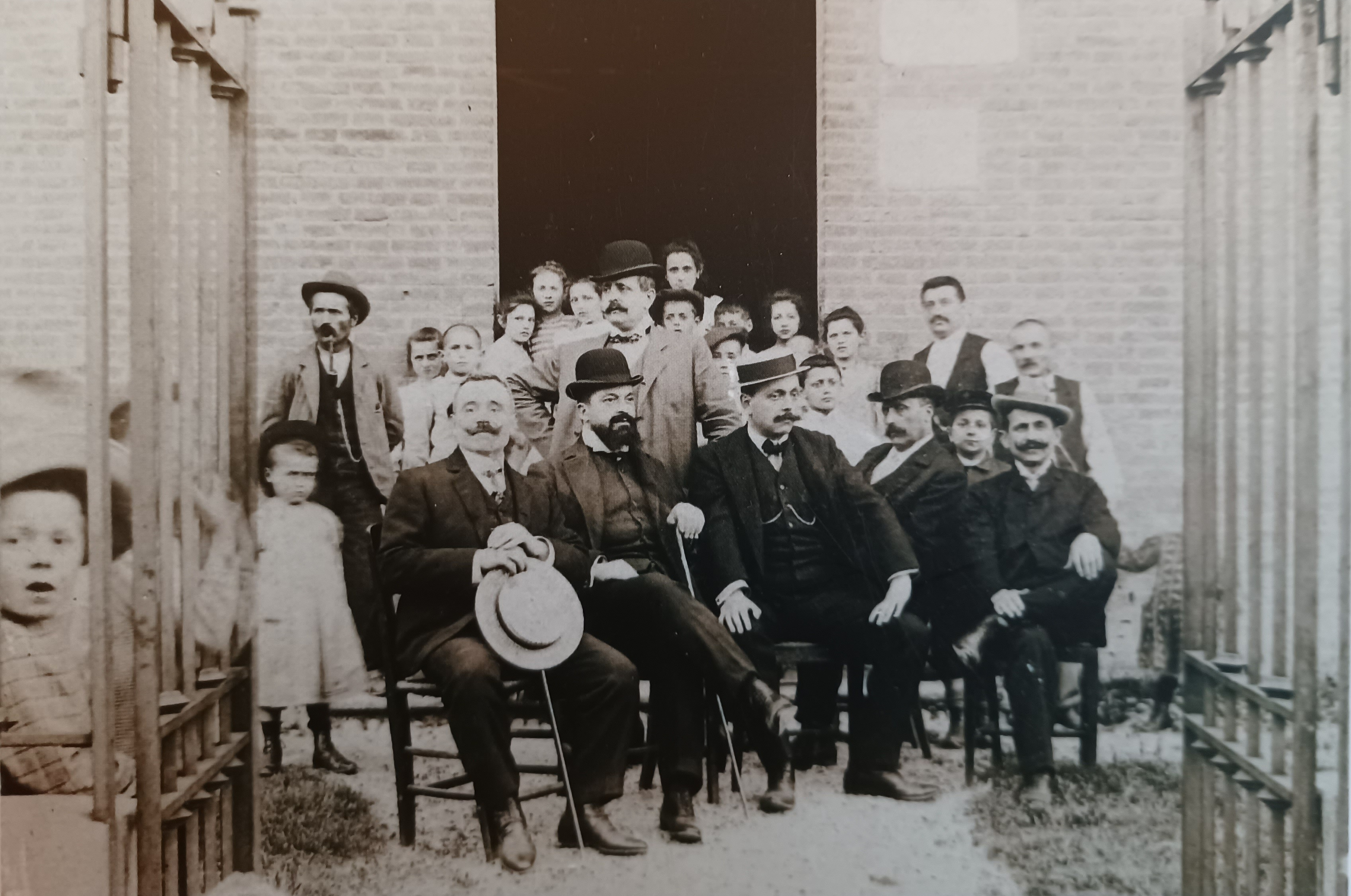
Il Consiglio d'Amministrazione della Risanamento all'inaugurazione del fabbricato di via Pacchioni 5 e 7 nel 1887.

L'atto costitutivo della "Società Anonima Cooperativa per la Costruzione e il Risanamento di Case per gli Operai in Bologna" fu sottoscritto il 23 marzo 1884 nella residenza della Società Operaia Maschile in via Marsala 31 a Bologna, davanti al notaio Riccardo Baravelli. Promotori dell'iniziativa, la locale Società Operaia Maschile, alcuni nobili e professionisti, e la Cassa di Risparmio. La situazione degli alloggi popolari a Bologna era drammatica e sollevava preoccupazioni di ordine sanitario e morale, con numerose famiglie sfrattate che vivevano sotto i portici.
Il primo Consiglio di Amministrazione, riunitosi il 6 settembre 1884 era così composto: conte Francesco Massei, rag. Enrico Forlai, conte Nerio Malvezzi, marchese Tommaso Boschi, ing. Giuseppe Lambertini, Ercole Bortolotti, avv. Pietro Mariotti, ing. Francesco Boriani, rag. Annibale Tovoli. Il consiglio identificò un'area edificabile fuori dalle mura cittadine, in corrispondenza di porta sant'Isaia e decise anche l'acquisto di alcune fatiscenti abitazioni in via del Pratello, entro le mura. La primissima attività della cooperativa si indirizzò verso la costruzione di piccole abitazioni da cedere a riscatto.

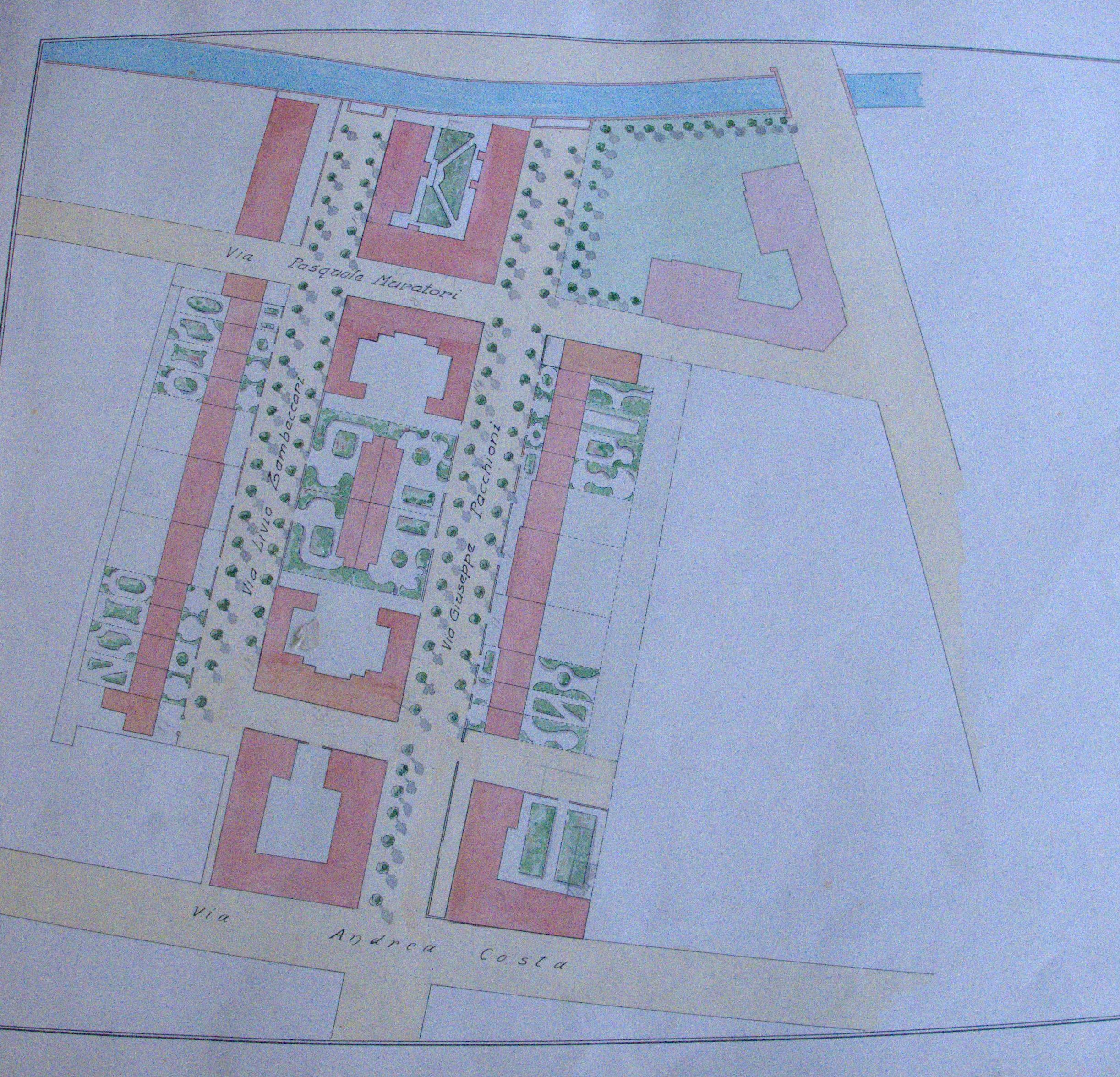
Il rione Andrea Costa con le strade, esistenti anche oggi, e i fabbricati. In alto, in azzurro, il tracciato del canale del Reno, ora coperto e occupato da via Sabotino.

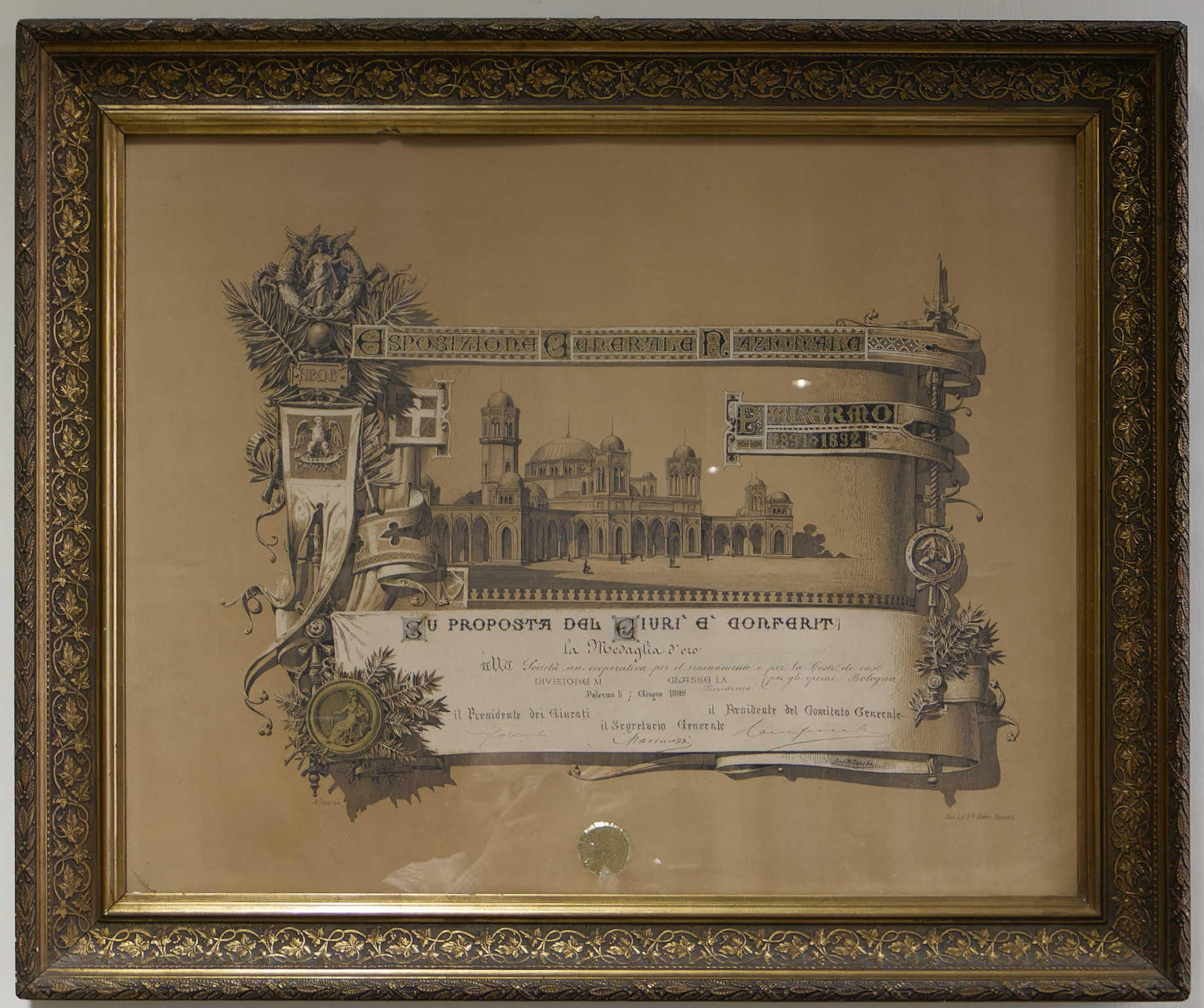
Diploma di medaglia d'oro all'Esposizione Generale Nazionale di Palermo del 1892.

Nel 1885, su interessamento di Marco Minghetti, il re d'Italia Umberto I, divenne socio della cooperativa Risanamento a seguito della conversione delle azioni della "Società per la ricostruzione di case per i poveri" del 1861 in azioni della Risanamento, apportando alla neonata cooperativa grande prestigio.

L'attività edilizia della cooperativa iniziò nel 1885, con la costruzione di otto edifici monofamiliari a uno e due piani e uno stabile plurifamiliare, già completati prima della definitiva approvazione del Piano Regolatore e d'Ampliamento nel 1889. Le otto casette monofamiliari furono assegnate, con contratti di vendita a riscatto, già nel 1886 ad altrettante famiglie di soci e lo stabile plurifamiliare viene rapidamente abitato da diverse famiglie con contratti di locazione senza patto di futuro acquisto. Il 9 agosto 1885 l'allora Sindaco di Bologna posò la prima pietra del primo edificio della Risanamento, progettato da Ercole Bortolotti, il quale, per contenere i costi eliminò qualsiasi orpello decorativo. Nel cortile posteriore vi erano il pozzo, la fossa biologica e l’orto, mentre nella parte anteriore vi era un piccolo giardino che dava sulla strada. Era un edificio monofamiliare, ubicato in via Livio Zambeccari, 4 che fu venduto a riscatto. Nel 1886 fu ultimata la costruzione del primo edificio plurifamiliare ai civici 12, 14 e 16 di via Livio Zambeccari,  progettato da Giuseppe Lambertini. Il fabbricato, in origine, era costituito dalla parte centrale dell’odierno edificio al civico 14, ed era composto da otto appartamenti. Poi, in corso d’opera fu deciso di alzare i solai trasformandoli in modesti appartamenti; mentre le due ali furono lasciate più basse perché prive di solai. 
"L'edificio è in muratura di mattoni lasciati esternamente 'faccia a vista', i solai sono a voltini. [...] A livello igienico-sanitario presenta tratti innovativi se paragonati alla media degli alloggi che in quegli anni venivano realizzati per i lavoratori. Vi era infatti un servizio igienico interno all'alloggio, mentre per lo più gli analoghi edifici erano dotati più modestamente di semplici pozzi neri, con drammatiche conseguenze di carattere igienico". 

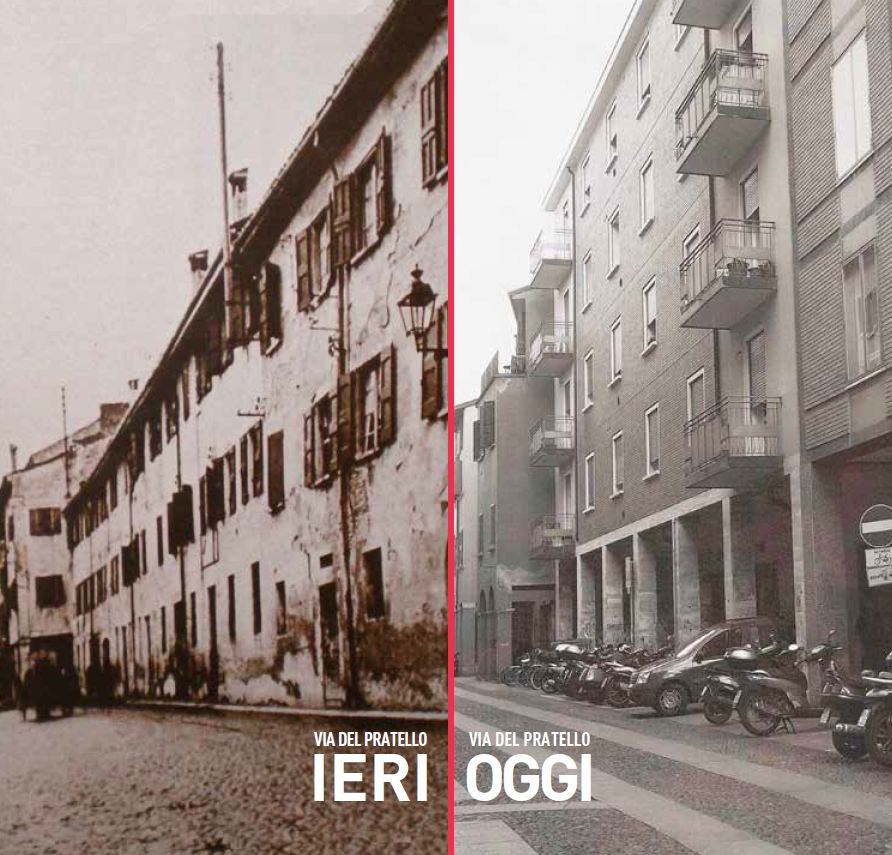
L'edificio di via del Pratello in una foto d'epoca e dopo la recente riqualificazione.

Prima di iniziare ad edificare il fabbricato, la Cooperativa tracciò un piano della zona prevedendo anche alcune strade, le attuali vie Livio Zambeccari, Pasquale Muratori e Giuseppe Pacchioni).  Nel 1889 il Comune di Bologna donò un'area entro le mura, nella zona denominata "orti Garagnani" (attuali vie Milazzo, Cairoli, Rosselli, quest'ultima, all'epoca, denominata via Marghera) dove fu costruito in due fasi (1892 e 1896) e con l'aiuto della Cassa di Risparmio, un fabbricato che si caratterizza per aver gran parte degli alloggi serviti con ballatoio, una tipologia edilizia rarissima a Bologna. Successivamente furono costruiti altri stabili nel rione sant'Isaia e fu demolita e riedificata la casa in via del Pratello.  Nel 1896 furono affittati i primi cinque negozi realizzati dalla Cooperativa. L'importanza dell'opera compiuta dalla Risanamento fu riconosciuta con il conferimento della medaglia d'oro alla Esposizione Generale Nazionale di Palermo del 1891-1892 e successivamente alla Esposizione Generale Italiana di Torino del 1898, con una lusinghiera motivazione:   
"Saggezza d'amministratori, volontà di soci, abnegazione di professionisti simpatia acquisita presso gli istituti di credito locali, fecero trionfare sulle difficoltà ingenti ed oggi la Società ha fornito 140 alloggi sani ed economici ad altrettante famiglie di soci e altri saranno pronti pel maggio 1899." 
Nel 1901 il patrimonio della Risanamento era rappresentato da 12 stabili plurifamiliari per un valore di circa 400.000 lire e la rendita degli affitti era era di circa 22.000 lire. Nello stesso anno la Società entrò in crisi a causa, come si appurò in seguito, di un illecito dell'allora presidente Pietro Mariotti che, in difficoltà per affari personali, aveva abbondantemente prelevato denaro dalle casse della società, agendo all'insaputa del Consiglio di Amministrazione che diete comunque le dimissioni. Il nuovo Consiglio di Amministrazione si insediò il 22 ottobre 1901, presieduto dall'avv. Alessandro Poggeschi con vicepresidente l'ing. Augusto Barigazzi. Il nuovo presidente riuscì, il 3 aprile 1902 a ottenere un vantaggioso accordo con la Cassa di Risparmio che concesse condizioni favorevoli tali da permettere alla Cooperativa di riprendersi. Le difficoltà continuarono fino al 1905, quando la società fu in grado di riprendere l'attività di edificazione, grazie anche alle agevolazioni fiscali accordate nel 1908 e dai premi comunali istituiti a favore dei costruttori di case popolari. La legge sulle case popolari, 31 maggio 1903, n. 254, nota come legge Luzzatti, dava impulso all'edilizia popolare definendo gli organismi autorizzati ad operare in tal ambito. Prevedeva la possibilità di costituire enti a livello comunale e provinciale per promuovere, realizzare e gestire edilizia pubblica finalizzata all'assegnazione di abitazioni ai meno abbienti. In seguito all'entrata in vigore del Regolamento del 24 aprile 1904, il Comune applicò, a partire dall'anno seguente, nuove agevolazioni fiscali a sostegno dell'edilizia popolare con l'assegnazione di un duplice premio e la donazione gratuita di aree edificabili. Nel frattempo era divenuto evidente come soltanto una élite privilegiata di operai potesse permettersi le case a riscatto, mentre i lavoratori a più basso reddito necessitavano di abitazioni di costo contenuto e compatibile con le modestissime possibilità economiche.

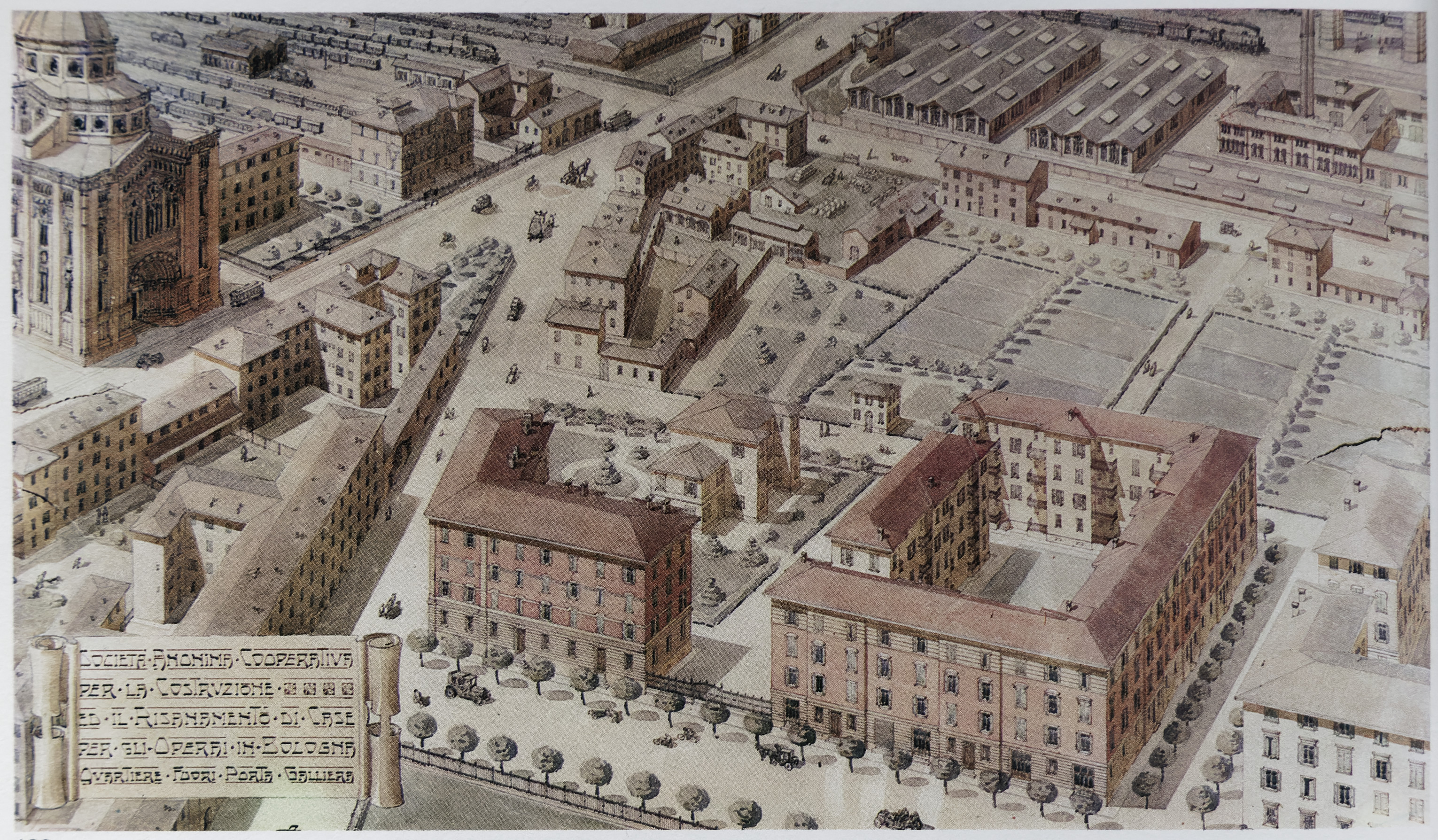
Dipinto che riproduce le costruzioni della Cooperativa Risanamento nel rione Bolognina.

Dal 1906 al 1916 la Cooperativa continuò l'attività edilizia nel rione sant'Isaia ed espanse le attività anche nel rione Bolognina, grazie a un'area ceduta dal Comune, e fuori porta san Vitale nel rione Libia, dove nel 1913 fu edificato il primo stabile (attuale via Bentivogli nn. 46 e 48) di quello che diventerà l'insediamento più grande della Cooperativa. Nel 1910 iniziò il rapporto professionale fra l'ing. Ildebrando Tabarroni e la Cooperativa, che si protrasse fino all'inizio della seconda guerra mondiale. Nel 1916 il patrimonio immobiliare comprendeva 24 fabbricati con complessivi 1.530 vani abitabili abitati da 546 nuclei familiari. Tali numeri escludevano una trentina di case che erano state costruite dalla Cooperativa e poi cedute a riscatto.

Gli anni della Prima Guerra Mondiale erano stati caratterizzati da una tolleranza che era stata scambiata, a sentire il presidente, per debolezza: 
"[...] quando la Cooperativa scelse di essere tollerante anche a costo di eludere le leggi statutarie sul subaffitto, sugli animali da cortile allevati per sussistenza, sull'elevata morosità, sul numero eccessivo di persone ospitate in pochi metri quadrati a costo di non accorgersi di deplorevoli casi di speculazione. [...] è logico che la tolleranza è stata scambiata per debolezza e ora è giunto il momento che le cose non stanno proprio così , è il momento di riaffermare l'autorità del Consiglio, che non si vuole affatto che venga esautorato: il suo prestigio va difeso e certi atti di insubordinazione saranno puniti".  
Dai soci vennero molte richieste di imbiancatura degli ambienti giustificati da ragioni igieniche in particolare da inquilini che avevano avuto casi di influenza "Spagnola" in casa.
Il Regio decreto legge 30 novembre 1919 n. 2318 diede un assetto più chiaro alla normativa per le case popolari e stimolò l'edilizia economica, ma contemporaneamente vietò la vendita dei fabbricati alle cooperative che usufruivano di contributi statali. La Risanamento dovette quindi rinunciare a un'attività che forniva utili importanti che quindi subirono un'importante flessione. Gli anni della guerra furono caratterizzati da inflazione a doppia cifra e le corrisposte dovettero essere adeguate, cosa che generò forti proteste fra i soci. La polemica divenne ben presto politica e sfociò sui giornali locali. In una lettera pubblicata sul "L'Avvenire d'Italia" il 3 marzo 1920 il presidente Ugo Melloni attaccò la politica del Comune di Bologna compresa la concessione alla Risanamento di aumentare i canoni più vecchi fino al 100%. In realtà - sosteneva Melloni - si trattava di una imposizione poiché se la Cooperativa non avesse eseguito l'aumento avrebbe perso i premi municipali per le nuove costruzioni.

Negli anni tra il 1913 e il 1921, nonostante le vicissitudini causate dalle Grande Guerra, 
"l'impegno a costruire fu costante ed efficace: La Cooperativa mise le mani sulla grande area di quello che sarà denominato il rione Libia, fuori porta San Vitale [...]. Ma questi furono anche gli anni durante i quali la Cooperativa iniziò ad orientarsi alla costruzione di edifici multifamiliari di dimensioni assai più grandi degli stabili mono e bifamiliari delle origini. Il principale artefice della svolta fu l'ingegnere Ildebrando Tabarroni, seguito dagli ingegneri Augusto Barigazzi e Giovanni Mantegazzini, attivi rispettivamente alla Bolognina e al rione Libia."

### Dall'avvento del Fascismo alla Seconda Guerra Mondiale

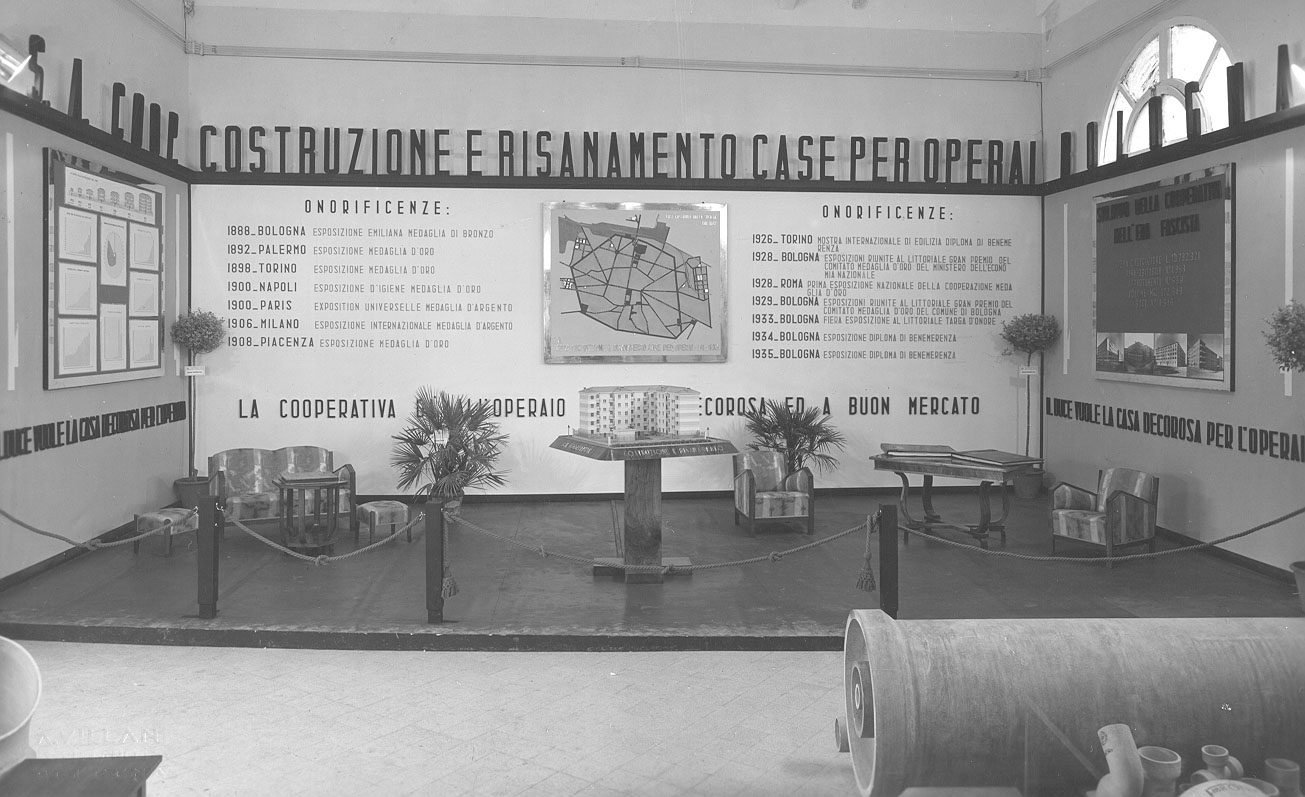
Stand all'esposizione del Littoriale, 1937. Osservare sulla destra la scritta "Il Duce vuole la casa decorosa per l'operaio".

Negli anni del Fascismo il boom demografico di Bologna e la conseguente carenza di abitazioni aiutarono la Cooperativa a salvarsi dalle pressioni del regime. Un ruolo importate ebbe, secondo Elena Gottarelli, l'allora presidente ing. Ugo Melloni il quale 
"in una nutrita corrispondenza con gerarchi locali e governativi appare soprattutto occupato a difendere con la massima energia la compattezza del sodalizio ed a preservarne l'autonomia. In effetti Melloni riesce a non fare assorbire la Cooperativa da altri organismi e vi riesce con mirabile destrezza [...] avendo quale unico obiettivo il buon andamento dell'azienda." 
La Risanamento partecipò alle molteplici esposizioni celebrative del regime, che nonostante le non indifferenti spese, poco gradite al presidente, si rivelarono un mezzo per mantenere rapporti equilibrati con il potere politico.
In quegli anni la Cooperativa agevolò le famiglie numerose, conformemente alle politiche demografiche del regime, e intensificò le attività fra i soci, quali gite e pranzi, onde creare un sodalizio coeso e favorire i rapporti di buon vicinato.
Nel 1934 fu celebrato il cinquantenario della Cooperativa alla presenza alla presenza di autorità locali e nazionali, che si conclusero con un pranzo con oltre trecento invitati. In quell'occasione fu anche realizzato un grande plastico in legno che riproduceva il rione Andrea Costa, in cui erano sorte le prime case della cooperativa. La Risanamento contava 3.226 soci di cui 578 erano residenti; possedeva 36 fabbricati e 23 negozi oltre a numerose lavanderie nei cortili degli stabili. Nel 1935, 384 famiglie si insediarono nei nuovi edifici delle vie Tanari, Casarini, Berti, Bengasi, Rodi, Homs e Libia,  portando il numero di assegnatari a 926.

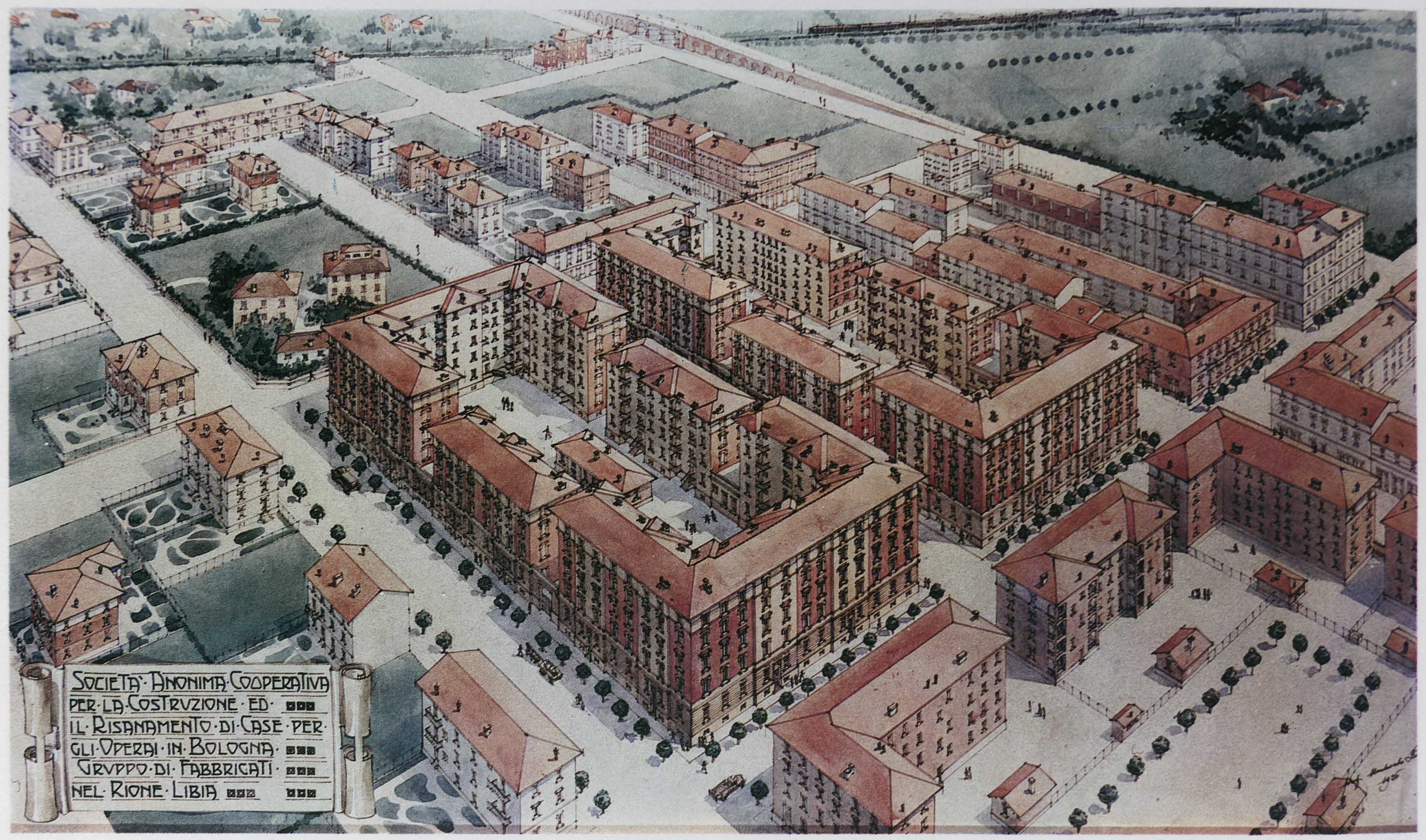
Il rione Libia a Bologna, con le case della Risanamento, 1926. Il primo edificio nella zona fu costruito dalla Risanamento nel 1913. Osservare la disposizione dei fabbricati che racchiudono cortili con una piccola costruzione che ospitava i bagni e i lavatoi comuni.

Importante fu l'attività edilizia, che ci concretizzò nell'edificazione di veri e propri rioni, la cui progettazione fu affidata in gran parte all'ing. Ildebrando Tabarroni. 
"Il Tabarroni 'seconda maniera' allinea le proprie strutture alla cifra estetica cara al regime: e cioè allo 'stile Novecento' che, peraltro nella sua spoglia essenzialità bene si addice all'austerità concettuale dell'architettura economica. Sono dunque costruzioni disadorne, e solidissime, quelle del Tabarroni, in cui vengono profusi i materiali del regime: dal falso travertino ai falsi marmi, dal 'Populit' all''Eternit', dalle marmette ai miracolosi intonaci 'Terranova'."
Furono avviate nuove costruzioni fuori porta Lame, su di un'area ottenuta dal Comune e fu intensificala la pratica di sopraelevazione dei fabbricati esistenti alcuni dei quali furono anche ammodernati e trasformati.
L'attività edilizia e la crescita della Cooperativa furono costanti e all'inizio della Seconda Guerra Mondiale i soci erano 4.405 mentre gli appartamenti 1.289.
Il Secondo Conflitto interrompe l'attività edificatrice della Cooperativa e i bombardamenti, particolarmente intensi su Bologna a causa dell'importante nodo ferroviario, causano ingenti danni: 174 appartamenti distrutti o danneggiati in modo da essere inabitabili e altri 801 lesionati per un totale di danni calcolato in 150 milioni di lire.
Durante gli anni della guerra furono concessi permessi di costruzione di pollai e ricoveri per animali nei cortili, che vennero trasformati in orti di guerra.

### La ricostruzione post bellica

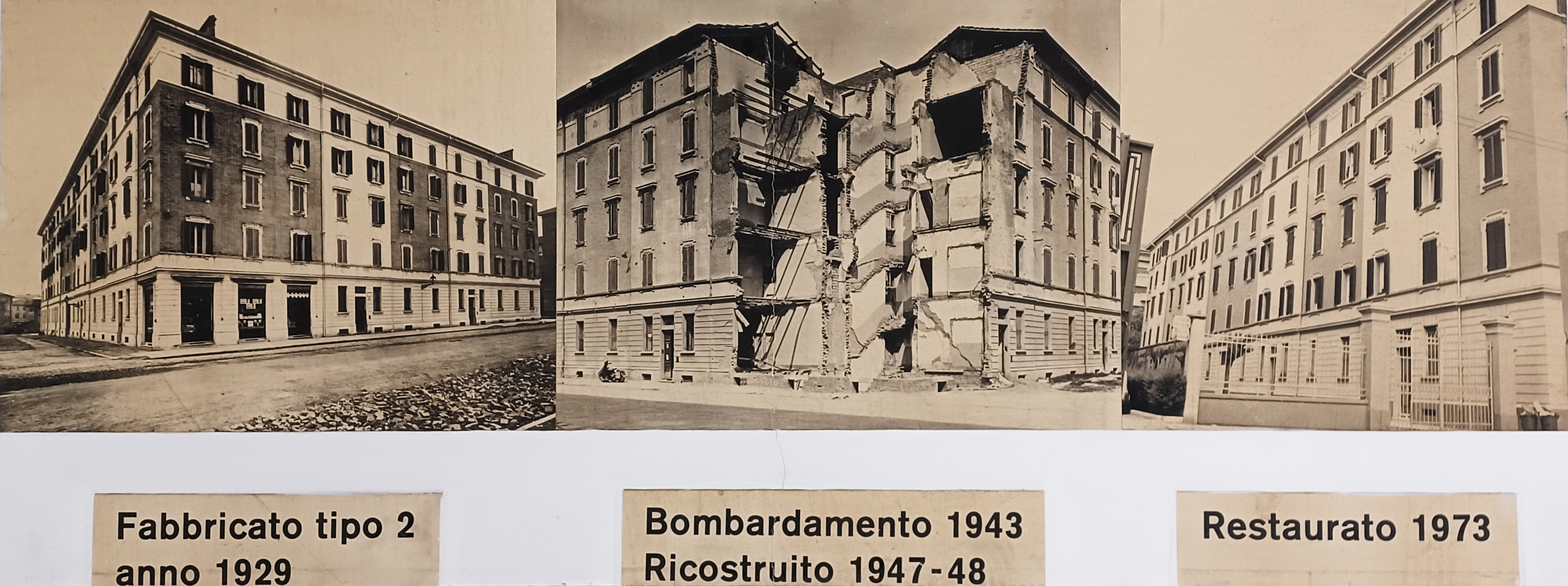
Danni di guerra e ricostruzione. Il pannello è collocato nell'Archivio storico della Cooperativa Risanamento.

Al termine del conflitto, Francesco Zanardi tornò al vertice della Cooperativa, che era stata da lui diretta anche negli anni tra il 1920 e il 1922. Zanardi, rilanciò le attività della Cooperativa e nell'aprile del 1950 annunciò ai soci che la ricostruzione del patrimonio immobiliare poteva considerarsi ultimata grazie all'aiuto della Cassa di Risparmio, ma anche al "contributo straordinario d'esercizio [a carico dei soci] indispensabile a integrare il mutuo della Cassa di Risparmio, contributo che poi dovette essere ulteriormente e reiteratamente aumentato". Il contributo dello Stato a titolo di risarcimento dei danni di guerra, oltre a giungere con grande ritardo, fu anche di gran lunga inferiore al danno subito. Sempre nel 1950 la ragione sociale della cooperativa divenne "Società Cooperativa per la costruzione e il Risanamento di case per Lavoratori."  Lo sforzo della ricostruzione limitò le risorse destinate alle nuove case e negli anni Cinquanta furono costruiti solo due edifici per un totale di 26 appartamenti in zona Cirenaica.  Nel 1962 venne adottata la contabilità meccanizzata, che permise un notevole passo avanti nell'efficienza dei processi gestionali.
La legge 18 aprile 1962, n. 167 "Disposizioni per favorire l'acquisizione di aree fabbricabili per l'edilizia economica e popolare", che consentiva all'Amministrazione comunale di cedere a prezzo politico aree demaniali (3.600 lire al mq, senza oneri di urbanizzazione), stimolò l'attività delle cooperative d'abitazione e di produzione e lavoro. L'Amministrazione comunale di Bologna adottò il Piano per l'Edilizia Economica e Popolare (PEEP), prima trasformazione radicale del Piano Regolatore del 1958. Per la Risanamento si aprì una stagione di grande attività che vide la costruzione di edifici in zona San Donato (Via Repubblica e via Marini, 1961), in zona Bolognina (via Tiarini, 1961), in zona Barca (via Bergamini, 1965; via De Ambris, 1969), zona Savena (via Napoli, 1968; via Ferrara, 1970); zona Fossolo (via Misa, 1971), zona Borgo Panigale (Via M.L. King e Via Coppi, 1973); zona Corticella (via Verne, 1975); zona Beverara (via Vasco de Gama, 1977), zona Pilastro (via Salgari, 1976).
"È l'epoca della grande svolta costruttiva: la filosofia degli edifici realizzati in muratura di mattoni viene abbandonata per fare spazio a tipologie costruttive realizzate da telai con travi e pilastri in cemento armato [...]. Gli anni '70 sono insomma caratterizzati da un enorme impulso costruttivo, ma questo farà sì che le imprese chiamate a realizzare questi edifici trascurassero le regole della buona edilizia. Si tratta, infatti, di edifici che oggi [2004] presentano un notevole stato di degrado".
Gli anni Settanta furono caratterizzati dai progetti realizzati direttamente dai Consorzi delle Cooperative; furono gli anni della spersonalizzazione e della progettazione integrale che voleva eliminare la figura del singolo professionista per dare spazio a gruppi che progettavano un intero insediamento.

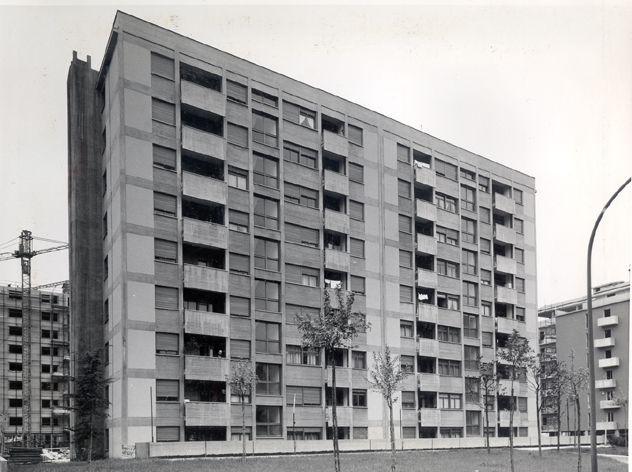
Via Napoli 12 - 14, 1968.

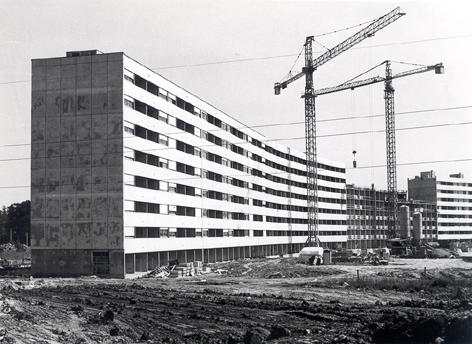
Gli edifici di via Salgari in zona Pilastro, 1977.

Alla fine degli anni Settanta erano evidenti i segni di sofferenza del bilancio a causa dell'inflazione, degli enormi investimenti e delle corrisposte basse che non coprivano i costi.

### Gli anni Ottanta e Novanta
A gennaio 1982 diviene presidente Sergio Montanari, che rimarrà in carica per vent'anni fino al giugno 2002, record di durata per un presidente della Risanamento. La forte spinta all'edilizia data dal PEEP, si stava esaurendo ma la Cooperativa costruì circa 140 alloggi, fra i quali 32 nel comune di Casalecchio di Reno confinante con Bologna, i primi edificati fuori città; tutti i corpi scala furono dotati di ascensori, con la sola esclusione di alcuni fabbricati storici vincolati dal Comune. L'attività globale della Risanamento rimase elevata e al 31 dicembre 1983 la Cooperativa contava 7.845 soci, di cui 2.088 assegnatari, e 112 tra negozi e magazzini.

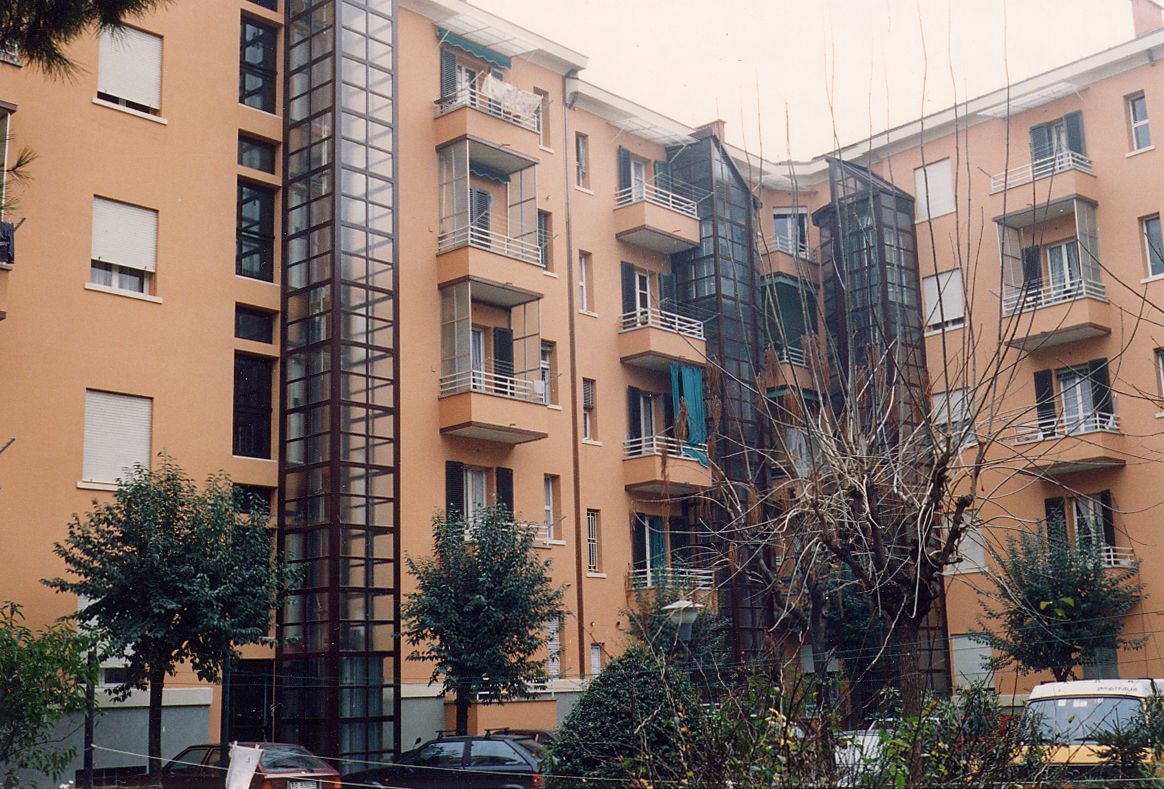
Ascensori installati esternamente. Fabbricato via Bentivogli.

Il 1984 è l'anno in cui cade il primo centenario della Risanamento, celebrato da una pubblicazione e da una mostra negli spazi di Palazzo Pepoli Campogrande, a Bologna, alla cui inaugurazione partecipò personalmente il sindaco Renzo Imbeni, che lesse una lettera inviata dal Presidente della Repubblica, Sandro Pertini.
Negli anni 1984 -1990 sono stati spesi quasi 5 miliardi di lire per la ristrutturazione interna degli alloggi, altri 13 miliardi sono stati spesi in manutenzione straordinaria che comprende l'installazione di 19 ascensori e infine 2 miliardi nella manutenzione ordinaria, ricordava il presidente Montanari.
Nel 1987 furono informatizzate tutte le attività amministrative degli uffici.

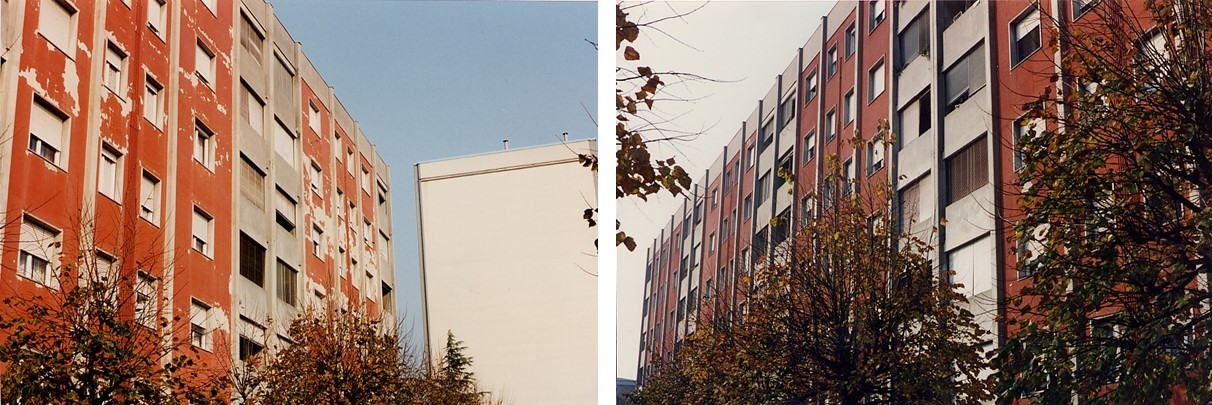
L'edificio di via Verne, costruito nel 1975; prima e dopo il restauro del 1996.

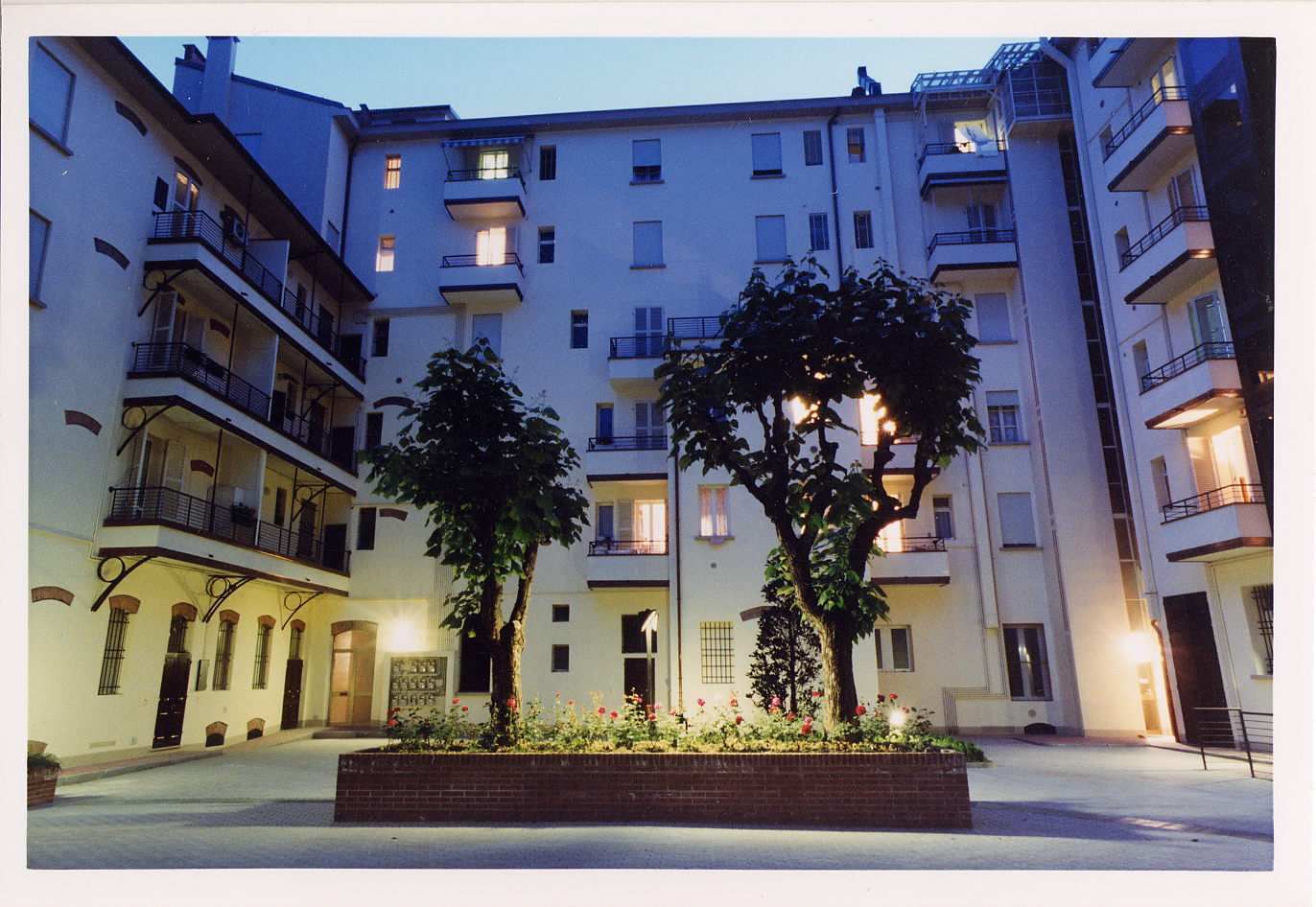
La riqualificazione nel comparto delle vie Cairoli, Milazzo, Rosselli.

Dal 1991 al 1998 sono stati costruiti 27 alloggi in via Istria, installate decine di ascensori e restaurati molti fabbricati che mostravano i segni del tempo. In particolare nel 1996 fu necessario intervenire sull'edificio via Verne 2-14, finito di costruire nel 1975, per il recupero del cemento armato degradato e degli intonaci, con una spesa di 800 milioni di lire. Venne inoltre realizzata la ristrutturazione, manutenzione straordinaria e rifacimento dell'area cortiliva con installazione dell'ascensore nel comparto delle vie Cairoli, Milazzo, Rosselli, gli ex "orti Garagnani" in cui erano sorte a fine Ottocento alcune delle prime case della Cooperativa. Nel corso di quest'ultimo intervento sono stati recuperati e resi visibili, nel cortile, tre antichi pozzi. Nel comparto, si è realizzato per intero il progetto di abbattimento delle barriere architettoniche, predisponendo anche la possibilità di installazione di servo scala. L'attenzione alle esigenza dei soci anziani nasce da un ricerca del 1995 che prese in esame 861 alloggi di cui 527 erano occupati da anziani di età superiore ai 65 anni: una percentuale del 61,2% molto al di sopra delle statistiche della città.
Gli anni Settanta si caratterizzano per lo stretto rapporto fra la Risanamento e il Consorzio Provinciale Cooperative di Produzione e Lavoro, responsabile della quasi totalità delle costruzioni.

### Il terzo millennio
Il bilancio consuntivo del 2001, presentato all'assemblea del 25 maggio 2002 presentò un passivo di 3.818.743.715 lire, che il presidente Sergio Montanari giustificò con una diversa impostazione delle voci di bilancio. L'assemblea approvò il bilancio e al termine il presidente annunciò le dimissioni, dopo 20 anni in cui era stato alla guida della Risanamento. I costi dell'intensa attività edilizia degli anni precedenti, insieme alle corrisposte molto basse che non coprivano le spese, fu una delle cause della difficile situazione finanziaria.

#### La presidenza Mantovani
Il successore,dal 17 giugno 2022, il geometra Sergio Mantovani, conosceva molto bene la cooperativa poiché in passato era stato consigliere di amministrazione e responsabile dei servizi tecnici. Ereditò una situazione difficile e nel corso dell'assemblea dei soci del 10 maggio 2003 propose una piano decennale che prevedeva: ogni anno un aumento delle corrisposte del 5% o dell'8% a cui si sommava l'incremento annuale del tasso d'inflazione ISTAT FOI; una riduzione delle manutenzioni; l'abbattimento dei costi di gestione. Nel giro di dieci anni le corrisposte sarebbero quasi raddoppiate, ma l'assemblea, pur con parecchi malumori, approvò. Nell'assemblea dell'8 maggio 2004 Mantovani disse: "L'utile del conto economico non riesce ad intaccare, se non in maniera marginale, lo stock di debito accumulato che ricordo, assomma a circa 50 milioni euro". Il piano ebbe successo e nel decennio 2003 - 2013 la Risanamento investì 55.110.211 euro fra ristrutturazione alloggi, manutenzioni ordinarie, straordinarie e di beni strumentali.

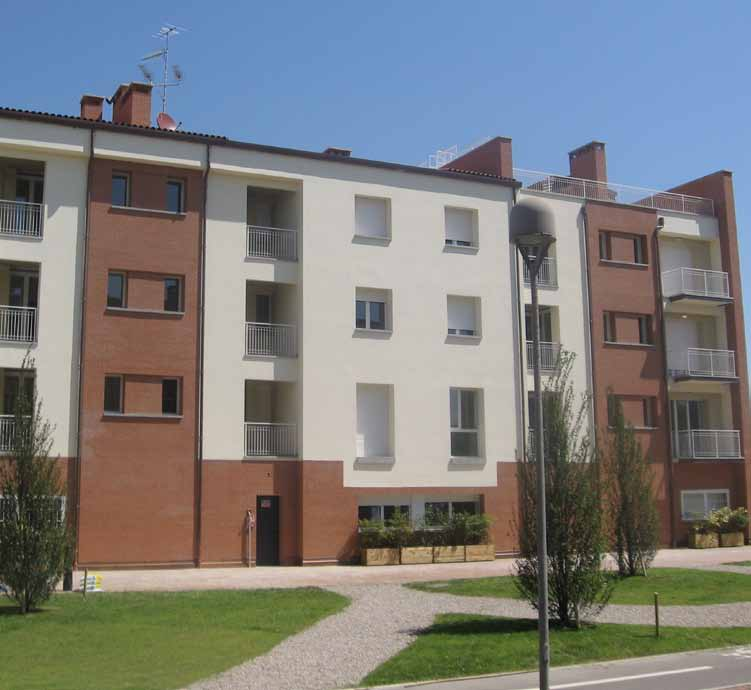
Via Legnani 64-66

Nel 2002 è stato messo online il primo sito internet della Cooperativa (che sarà rinnovato completamente nel 2009) e la Risanamento ha ottenuto dal TUV (Ente di certificazione riconosciuto dal Ministero), la certificazione di qualità in base alle norme UNI EN ISO 9001-2000.
Dal 2004 l’intera attività della Cooperativa è stata integrata nel sistema informativo aziendale gestito sulla piattaforma SAP. L'assemblea straordinaria del 21 novembre 2004 approvò il nuovo Statuto che per la prima volta abrogò il diritto dell'assemblea di ratificare o meno le corrisposte fissate dal Consiglio di Amministrazione. Il 27 settembre 2006, il Consiglio di Amministrazione approvò il Codice Etico della Cooperativa Risanamento. Nel 2008 fu completato il riordinamento dell'Archivio Storico della Cooperativa Risanamento, a cura di Rita Lipparini e Francesco Rosa, che fu collocato in locali appositamente allestiti.
L'attività edilizia fu limitata al recupero di ex magazzini e depositi della cooperativa, dai quali furono ricavati in totale una decina di alloggi, alla costruzione di un nuovo edificio in classe A in via Legnani, di un altro a San Lazzaro in località Mura san Carlo, e alla trasformazione di un edificio scolastico in località Idice, quest'ultimo però con il solo diritto di superficie limitato al 25 anni: alla scadenza, nel 2037, l'edificio diventerà proprietà del Comune di San Lazzaro.
Durante gli anni della presidenza Mantovani, iniziarono i primi interventi di riqualificazione energetica con cappotto termico (via Zanolini 29, via Vasco De Gama 21-23, via M.L. King 8-17). Furono anche ristrutturati 18 alloggi per persone diversamente abili.
Durante la presidenza Mantovani i lavori in ambito edilizio furono affidati agli architetti Michele Mantovani, figlio del presidente, e Carla Angeloni, fondatori dello Studio Pratello 90.

#### La presidenza Rimondini[79]

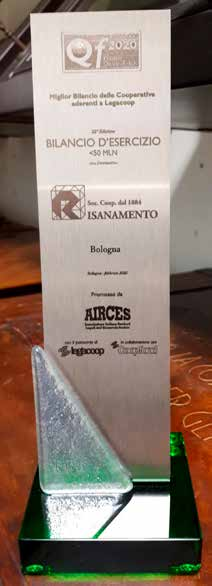
Premio Quadrofedele AIRCES 2020

Il 17 maggio 2014 i 563 soci presenti all'assemblea, un numero eccezionale che non ha precedenti nella storia della Risanamento, votarono il rinnovo del Consiglio di Amministrazione. Il 3 giugno il nuovo Consiglio di Amministrazione elesse presidente l'avv. Renato Rimondini, che prese il posto di Mantovani il quale, rimasto consigliere, darà le dimissioni nel settembre 2015.
Il 21 gennaio 2017, furono approvati il nuovo Statuto e i nuovi regolamenti.
Gli anni della presidenza Rimondini si caratterizzano per l'attenzione al bilancio d'esercizio, con investimenti nei limiti di quanto consentito da una sana amministrazione. Sono anche gli anni in cui la pandemia Covid-19 causa un notevole rallentamento dell'economia da cui la Risanamento esce in buone condizioni. Nel febbraio 2021 alla Risanamento viene conferito il premio "Quadrofedele 2020" di AIRCES (Associazione Italiana Revisori Legali dell'Economia Sociale), per il miglior bilancio d'esercizio per le cooperativa che hanno realizzato fino a € 50 milioni di valore della produzione.   L'attenzione al lato sociale della cooperazione si concretizza nel 2020 con la creazione del "Punto Amico", che ha per scopo informare i soci con problemi o difficoltà per aiutarli a trovare una soluzione, orientandoli tra servizi ed agevolazioni disponibili. Il patrimonio immobiliare non viene incrementato per la cronica difficoltà a reperire terreni o fabbricati a Bologna e nei comuni circostanti a prezzi e condizioni che consentano di offrire ai soci alloggi adeguati alle aspettative e con corrisposte in linea con gli standard della Cooperativa. L'attività edilizia è indirizzata quindi verso la ristrutturazione degli appartamenti che vengono liberati dai soci, rendendo così disponibili alloggi che da tempo erano in attesa di adeguamento; inoltre vengono sfruttate le opportunità offerte dalle agevolazioni fiscali (il cosiddetto "Superbonus 110%") per riqualificare alcuni stabili. Anche la formazione dei consiglieri è stata curata con attenzione in questi anni.
Il 29 aprile 2023 l'assemblea straordinaria dei Soci approva il nuovo Statuto della cooperativa, il secondo della gestione Rimondini, dopo quello varato il 21 gennaio 2017.

#### La presidenza Lorenzini
Il presidente uscente Rimondini, candidatosi alle elezioni del 24 giugno 2023, non è stato rieletto nel Consiglio di Amministrazione dagli oltre settecento soci votanti. Il 10 luglio 2023 il nuovo Consiglio di Amministrazione, composto da 11 membri, ha eletto presidente, Luca Lorenzini.

## Edifici della Cooperativa Risanamento
Gli edifici della Risanamento sono più di un centinaio, dislocati a Bologna e nei comuni limitrofi.
| ID     | Anno | Via e numeri civici              | Progettista                   | Interventi | Alloggi | Quartiere/Comune        |
| ------ | ---- | -------------------------------- | ----------------------------- | --- | ------- | ----------------------- |
| C      | 1886 | L. Zambeccari 12-14-16           | Ing. Giuseppe Lambertini      | 1932 Sopraelevazione. I.Tabarroni                                                                              | 24      | Porto - Saragozza       |
| D      | 1888 | Pratello 90-92                   | Ing. Giuseppe Lambertini      | 1954, Risanamento e ricostruzione                                                                              | 34      | Porto - Saragozza       |
| C1     | 1889 | G. Pacchioni 11-13-15            | Ing. Giuseppe Lambertini      | 1932, Sopraelevazione. I.Tabarroni                                                                             | 24      | Porto - Saragozza       |
| E      | 1892 | Milazzo 18                       | Arch. Luigi Bazzani           | 1952, Ricostruzione e ampliamento                                                                              | 10      | Porto - Saragozza       |
| E      | 1892 | Rosselli 17                      | Arch. Luigi Bazzani           | 1952, Ricostruzione e ampliamento                                                                              | 10      | Porto - Saragozza       |
| E1     | 1892 | Rosselli 15                      | Arch. Luigi Bazzani           | 1952, Ricostruzione e ampliamento                                                                              | 13      | Porto - Saragozza       |
| E2     | 1895 | Cairoli 16                       | Arch. Luigi Bazzani           | 1952, Ricostruzione e ampliamento                                                                              | 22      | Porto - Saragozza       |
| F      | 1897 | A. Costa 35-37                   | Ing. Cleto Gasparini          | | 12      | Porto - Saragozza       |
| F      | 1897 | G. Pacchioni 1-3                 | Ing. Cleto Gasparini          | | 14      | Porto - Saragozza       |
| G      | 1899 | G. Pacchioni 8                   | Ing. Cleto Gasparini          | 1932 Sopraelevazione. I.Tabarroni                                                                              | 8       | Porto - Saragozza       |
| G1     | 1899 | L. Zambeccari 3                  | Ing. Cleto Gasparini          | 1932, Sopraelevazione. I.Tabarroni                                                                             | 8       | Porto - Saragozza       |
| G2     | 1900 | G. Pacchioni 14                  | Ing. Cleto Gasparini          | 1926, Sopraelevazione. I.Tabarroni                                                                             | 8       | Porto - Saragozza       |
| G3     | 1900 | L. Zambeccari 9                  | Ing. Cleto Gasparini          | 1926, Sopraelevazione. I.Tabarroni                                                                             | 8       | Porto - Saragozza       |
| I      | 1900 | Zanolini 29                      | Arch. Luigi Bazzani           | 1965, riedificazione. 2023 riqualificazione energetica con cappotto termico, infissi e nuova centrale termica. | 15      | San Donato - San Vitale |
| M      | 1901 | L. Zambeccari 1                  | Ing. Cleto Gasparini          | | 6       | Porto - Saragozza       |
| M      | 1901 | A. Costa 39-41                   | Ing. Cleto Gasparini          | | 12      | Porto - Saragozza       |
| M      | 1901 | G. Pacchioni 2-4-6               | Ing. Cleto Gasparini          | | 20      | Porto - Saragozza       |
| N      | 1904 | Tiarini 3                        | Ing. Augusto Barigazzi        | 1928, Ampliamento. I. Tabarroni                                                                                | 8       | Navile                  |
| O      | 1904 | Tiarini 5                        | Ing. Augusto Barigazzi        | 1928, Sopraelevazione. I.Tabarroni                                                                             | 8       | Navile                  |
| P      | 1907 | G. Pacchioni 16-18-20            | Ing. Aldo Farolfi             | 1924, Sopraelevazione. I. Tabarroni                                                                            | 30      | Porto - Saragozza       |
| P      | 1907 | P Muratori 3-5                   | Ing. Aldo Farolfì             | 1924, Sopraelevazione. I. Tabarroni                                                                            | 20      | Porto - Saragozza       |
| Q      | 1909 | L. Zambeccari 26-28-30           | Pietro Bellisi                | 1924, Sopraelevazione. I. Tabarroni                                                                            | 30      | Porto - Saragozza       |
| R      | 1910 | L. Serra 20-22                   | Ing. Ildebrando Tabarroni     | 1926, Sopraelevazione. I.Tabarroni                                                                             | 20      | Navile                  |
| R      | 1910 | D. Zampieri 6-8                  | Ing. Ildebrando Tabarroni     | | 20      | Navile                  |
| S      | 1911 | A. Di Vincenzo 19                | Ing. Ildebrando Tabarroni     | 1926, Sopraelevazione. I. Tabarroni                                                                            | 10      | Navile                  |
| S      | 1911 | D. Zampieri 10-12                | Ing. Ildebrando Tabarroni     | 1926, Sopraelevazione. I. Tabarroni                                                                            | 17      | Navile                  |
| P1     | 1911 | L. Zambeccari 11-13              | Ing. Aldo Farolfi             | 1924, Sopraelevazione. I. Tabarroni                                                                            | 20      | Porto - Saragozza       |
| S1     | 1912 | Tiarini 11-13-15-17              | Ing. Ildebrando Tabarroni     | 1926, Sopraelevazione. I. Tabarroni                                                                            | 40      | Navile                  |
| S1     | 1912 | A. Di Vincenzo 15-17             | Ing. Ildebrando Tabarroni     | 1926, Sopraelevazione. I. Tabarroni                                                                            | 20      | Navile                  |
| T      | 1913 | Bentivogli 46-48                 | Ing. Giovanni Mantegazzini    | | 23      | San Donato - San Vitale |
| U      | 1915 | Bentivogli 42-44                 | Ing. Ildebrando Tabarroni     | 1930, Sopraelevazione e terrazze. I.Tabarroni                                                                  | 16      | San Donato - San Vitale |
| U1     | 1915 | Bentivogli 40                    | Ing. Ildebrando Tabarroni     | 1930, Sopraelevazione e terrazze. I.Tabarroni                                                                  | 10      | San Donato - San Vitale |
| U1     | 1915 | S. Vincenzi 10-12                | Ing. Ildebrando Tabarroni     | 1930, Sopraelevazione e terrazze. I.Tabarroni                                                                  | 19      | San Donato - San Vitale |
| U1     | 1915 | De Amicis 1                      | Ing. Ildebrando Tabarroni     | 1930, Sopraelevazione e terrazze. I.Tabarroni                                                                  | 10      | San Donato - San Vitale |
| V      | 1916 | De Amicis 2-4-6                  | Ing. Ildebrando Tabarroni     | 1930, Sopraelevazione e terrazze. I.Tabarroni                                                                  | 21      | San Donato - San Vitale |
| V      | 1916 | S.Vincenzi 6-8                   | Ing. Ildebrando Tabarroni     | 1930, Sopraelevazione e terrazze. I.Tabarroni                                                                  | 20      | San Donato - San Vitale |
| V      | 1916 | P. Fabbri 53-55                  | Ing. Ildebrando Tabarroni     | 1930, Sopraelevazione e terrazze. I.Tabarroni                                                                  | 20      | San Donato - San Vitale |
| V1     | 1921 | P. Fabbri 57-59-61               | Ing. Ildebrando Tabarroni     | 1930, Sopraelevazione e terrazze. I.Tabarroni                                                                  | 17      | San Donato - San Vitale |
| V2     | 1921 | P. Fabbri 63-65                  | Ing. Ildebrando Tabarroni     | 1930, Sopraelevazione e terrazze. I.Tabarroni                                                                  | 20      | San Donato - San Vitale |
| V2     | 1921 | Masia 15-17                      | Ing. Ildebrando Tabarroni     | 1930, Sopraelevazione e terrazze. I.Tabarroni                                                                  | 20      | San Donato - San Vitale |
| V2     | 1921 | De Amicis 12-14                  | Ing. Ildebrando Tabarroni     | 1930, Sopraelevazione e terrazze. I.Tabarroni                                                                  | 20      | San Donato - San Vitale |
| V3     | 1921 | De Amicis 8-10                   | Ing. Ildebrando Tabarroni     | 1930, Sopraelevazione e terrazze. I.Tabarroni                                                                  | 16      | San Donato - San Vitale |
| U2     | 1924 | De Amicis 3-5-7                  | Ing. Ildebrando Tabarroni     | 1930, Sopraelevazione e terrazze. I.Tabarroni                                                                  | 17      | San Donato - San Vitale |
| U3     | 1924 | De Amicis 9-11                   | Ing. Ildebrando Tabarroni     | 1930, Sopraelevazione e terrazze. I.Tabarroni                                                                  | 20      | San Donato - San Vitale |
| U3     | 1924 | Masia 19                         | Ing. Ildebrando Tabarroni     | 1930, Sopraelevazione e terrazze. I.Tabarroni                                                                  | 10      | San Donato - San Vitale |
| G4     | 1926 | P. Muratori 8                    | Ing. Ildebrando Tabarroni     | | 8       | Porto - Saragozza       |
| G4     | 1926 | G. Pacchioni 14/2                | Ing. Ildebrando Tabarroni     | | 4       | Porto - Saragozza       |
| Z      | 1929 | Casarini 26-28                   | Ing. Ildebrando Tabarroni     | | 19      | Porto - Saragozza       |
| Z      | 1929 | L.Tanari 42-44-46-48             | Ing. Ildebrando Tabarroni     | | 39      | Porto - Saragozza       |
| Z1     | 1931 | Casarini 22-24                   | Ing. Ildebrando Tabarroni     | | 19      | Porto - Saragozza       |
| Z1     | 1931 | Rusconi 4-6-8-10                 | Ing. Ildebrando Tabarroni     | | 40      | Porto - Saragozza       |
| C2     | 1931 | P. Muratori 10                   | Ing. Ildebrando Tabarroni     | | 4       | Porto - Saragozza       |
| C3     | 1932 | L. Zambeccari 2/2°               | Ing. Ildebrando Tabarroni     | 2013, Impianto di cogenerazione e fotovoltaico                                                                 | 7       | Porto - Saragozza       |
| C4     | 1932 | P. Muratori 6                    | Ing. Ildebrando Tabarroni     | | 8       | Porto - Saragozza       |
| G5     | 1932 | G. Pacchioni 6/2°-6/3°           | Ing. Ildebrando Tabarroni     | | 12      | Porto - Saragozza       |
| GS     | 1932 | L. Zambeccari 1/2°               | Ing. Ildebrando Tabarroni     | | 4       | Porto - Saragozza       |
| A      | 1935 | Casarini 15-17                   | Ing. Ildebrando Tabarroni     | | 20      | Porto - Saragozza       |
| A      | 1935 | L.Tanari 36-38-40                | Ing. Ildebrando Tabarroni     | | 30      | Porto - Saragozza       |
| A      | 1935 | P. Rossi 2-4                     | Ing. Ildebrando Tabarroni     | | 16      | Porto - Saragozza       |
| A1     | 1935 | Ranuzzi 2                        | Ing. Ildebrando Tabarroni     | | 8       | Porto - Saragozza       |
| A1     | 1935 | P. Rossi 1                       | Ing. Ildebrando Tabarroni     | | 8       | Porto - Saragozza       |
| A1     | 1935 | Casarini 9-11-13                 | Ing. Ildebrando Tabarroni     | | 30      | Porto - Saragozza       |
| A2     | 1935 | Casarini 7                       | Ing. Ildebrando Tabarroru     | | 10      | Porto - Saragozza       |
| A2     | 1935 | Ranuzzi 1-3-5-7                  | Ing. Ildebrando Tabarroni     | | 33      | Porto - Saragozza       |
| A2     | 1935 | L.Berti12-14-16-18               | Ing. Ildebrando Tabarroni     | | 39      | Porto - Saragozza       |
| B      | 1935 | Palmieri 35-37-39-41             | Ing. Ildebrando Tabarroni     | | 40      | San Donato - San Vitale |
| B      | 1935 | Libia 18-20                      | Ing. Ildebrando Tabarroni     | | 20      | San Donato - San Vitale |
| B      | 1935 | Bentivogli 21-23-25-27-29        | Ing. Ildebrando Tabarroni     | | 50      | San Donato - San Vitale |
| B1     | 1935 | G. Rossi 14-16                   | Ing. Ildebrando Tabarroni     | | 20      | San Donato - San Vitale |
| B1     | 1935 | Bentivogli 72- 74                | Ing. Ildebrando Tabarroni     | | 20      | San Donato - San Vitale |
| B2     | 1940 | Libia 10-12-14-16                | Ing. Ildebrando Tabarroni     | | 44      | San Donato - San Vitale |
| B3     | 1952 | Bentivogli 17-19                 | Ing. Umberto Lodi             | | 16      | San Donato - San Vitale |
| B3     | 1952 | Libia 8/3°                       | Ing. Umberto Lodi             | | 10      | San Donato - San Vitale |
| R1     | 1961 | Tiarini 1/3°                     | Ing. Umberto Lodi             | | 4       | Navile                  |
| L      | 1961 | Repubblica 7-9                   | Ing. Umberto Lodi             | Riqualificazione energetica con cappotto termico (2023)                                                        | 40      | San Donato - San Vitale |
| L      | 1961 | Marini 1                         | Ing. Umberto Lodi             | Riqualificazione energetica con cappotto termico e infissi (2023)                                              | 22      | San Donato - San Vitale |
| H      | 1965 | Bergamini 5-7                    | Arch. Antonio Bonomi          | | 66      | Borgo Panigale - Reno   |
| K      | 1968 | Napoli 12-14                     | Ing. Elide Pondrelli          | Riqualificazione energetica con infissi e cappotto termico (2020 - 2023)                                       | 54      | Savena                  |
| H2     | 1969 | De Ambris 12                     | Uff. Prog. C.P.C.P.L.         | | 36      | Borgo Panigale - Reno   |
| H1     | 1969 | De Ambris 10                     | Uff. Prog. C.P.C.P.L.         | Riqualificazione energetica con cappotto termico.                                                              | 14      | Borgo Panigale - Reno   |
| K1     | 1970 | Ferrara 7/2°-9-9/2°-11           | Ing. Elide Pondrelli          | Riqualificazione energetica con infissi e cappotto termico (2020 - 2023)                                       | 48      | Savena                  |
| X      | 1970 | Misa 25                          | Uff. Prog. C.P.C.P.L.         | Riqualificazione energetica con cappotto termico.                                                              | 14      | Savena                  |
| H3     | 1973 | F. Coppi 1-3-5                   | Uff. Prog. C.P.C.P.L.         | | 64      | Borgo Panigale - Reno   |
| H3     | 1973 | M.L. King 8-11-13-15-17          | Uff. Prog. C.P.C.P.L.         | Riqualificazione energetica con cappotto termico e infissi.                                                    | 40      | Borgo Panigale - Reno   |
| S2     | 1975 | G. Verne 2-4-6-8-10-12-14        | Uff. Prog. C.P.C.P.L.         | Riqualificazione energetica con cappotto termico.                                                              | 84      | Navile                  |
| L1     | 1976 | Salgari 1-3-5-7-9-11-13-15-17-19 | Uff. Prog. C.P.C.P.L.         | Riqualificazione energetica con cappotto termico.                                                              | 154     | San Donato - San Vitale |
| A3     | 1977 | Vasco De Gama 21-23              | Uff. Prog. C.P.C.P.L.         | Riqualificazione energetica con cappotto termico.                                                              | 70      | Navile                  |
| M1     | 1982 | Martiri di Piazza Fontana 1-3    | Arch. P.M. Alemagna           | Riqualificazione energetica con cappotto termico.                                                              | 32      | Casalecchio di Reno     |
| X1     | 1989 | Lincoln 30, 32, 34, 36           | Ing. Peroni-Spadaro           | Riqualificazione energetica con cappotto termico (2023).                                                       | 38      | Savena                  |
| K2     | 1997 | Istria 8-10-12                   | Arch. Angeloni-Mantovani      | | 27      | Savena                  |
| H4     | 2000 | Piazza Capitini 2-3              | Arch. Angeloni-Mantovani      | | 16      | Borgo Panigale - Reno   |
| A4     | 2000 | F. Zanardi 391/27°               | Ing. Malagoli, arch. Zuccotti | | 16      | Navile                  |
| X2     | 2000 | Barbacci 25-27                   | Arch. Angeloni-Mantovani      | | 12      | Savena                  |
| U4     | 2002 | Bentivogli 44/2°                 | Studio Pratello 90            | Recupero ex deposito cicli e motocicli                                                                         | 1       | San Donato - San Vitale |
| C5     | 2003 | P. Muratori 4/2°                 | Studio Pratello 90            | Recupero ex bagni sociali                                                                                      | 3       | Porto - Saragozza       |
| H      | 2005 | Grieco 8                         | Studio Pratello 90            | Recupero ex magazzino. Cappotto Termico.                                                                       | 1       | Borgo Panigale - Reno   |
| B4     | 2007 | Libia 8/3A                       | Studio Pratello 90            | Recupero ex magazzino                                                                                          | 1       | San Donato - San Vitale |
| A      | 2009 | L. Tanari 34                     | Studio Pratello 90            | Recupero ex magazzino                                                                                          | 1       | Navile                  |
| A2     | 2009 | L. Berti 12/2                    | Studio Pratello 90            | Recupero ex deposito cicli e motocicli                                                                         | 1       | Porto - Saragozza       |
| F      | 2009 | G. Pacchioni 3/3                 | Studio Pratello 90            | Recupero ex falegnameria                                                                                       | 1       | Porto - Saragozza       |
| F      | 2009 | G. Pacchioni 3/4                 | Studio Pratello 90            | Recupero ex falegnameria                                                                                       | 1       | Porto - Saragozza       |
| X3     | 2009 | Legnani 64-66                    | Arch. Angeloni-Mantovani      | | 14      | Savena                  |
| J      | 2012 | Emilia Levante 302               | Studio Pratello 90            | Recupero ex edificio scolastico. Cappotto termico                                                              | 8       | San Lazzaro di Savena   |
| J1     | 2016 | D. Samoggia 3                    | Studio Pratello 90            | Cappotto termico                                                                                               | 16      | San Lazzaro di Savena   |
| Fonti: |      |                                  |                               | |         |                         |

## Sale sociali
| Codice Fabbricato | Indirizzo               | Località | Nome                    | Capienza Massima |
| ----------------- | ----------------------- | -------- | ----------------------- | ---------------- |
| C5                | Via Muratori 4/2        | Bologna  | Sala Pertini            | 98               |
| B3                | Via Bentivogli 19/c     | Bologna  | Sala Montanari          | 40               |
| S-S1              | Via Tiarini 13          | Bologna  | Sala Bonvicini          | 45               |
| H                 | Via Bergamini 5-7       | Bologna  |                         | 40               |
| F                 | Via Pacchioni 1/a       | Bologna  | Sala Giovanna Guerriero | 8                |
| X3                | Via Legnani 64-66       | Bologna  |                         | 35               |
| A4                | Via Zanardi 391/27      | Bologna  |                         | 48               |
| L1                | Via Salgari 13          | Bologna  | Sala Vignoli            | 30               |
| H3                | Via Fausto Coppi 1      | Bologna  |                         | 48               |
| X2                | Via Barbacci 25-27      | Bologna  |                         | 25               |
| H4                | Piazza Capitini 2-3     | Bologna  | Sala 2 agosto 1980      | 25               |
| X1                | Via Lincoln 32          | Bologna  |                         | 20               |
| A3                | Via Vasco De Gama 23    | Bologna  |                         | 48               |
| S2                | Via Verne 12            | Bologna  | Sala Mari               | 30               |
| E2                | Via Cairoli 16          | Bologna  |                         | 25               |
| H1-H2             | Via De Ambris 10        | Bologna  |                         | 25               |
| Z-Z1              | Via Casarini 7/a        | Bologna  | Sala Giancarlo Fiori    | 15               |
| L                 | V.le della Repubblica 7 | Bologna  | Sala Pasquali           | 20               |
| Fonte:            |                         |          |                         |                  |

## Presidenti della Risanamento
| Anno   | Presidente                                                           | Durata del mandato (anni) |
| ------ | -------------------------------------------------------------------- | ------------------------- |
| 1884   | 23 marzo, conte Francesco Massei.                                    | 2                         |
| 1886   | dal 20 marzo, avv. Alfonso Aria                                      | 4                         |
| 1890   | dal 15 giugno, avv. Pietro Mariotti                                  | 1                         |
| 1890   | dal 26 giugno, rag. Enrico Forlai f.f.                               | 1                         |
| 1891   | dal 29 giugno, rag. Enrico Forlai                                    | 1                         |
| 1892   | dal 16 ottobre, avv. Pietro Mariotti                                 | 9                         |
| 1901   | dal 6 ottobre, avv. Alessandro Poggeschi                             | 3                         |
| 1904   | dal 31 gennaio, avv. Leonida Carpi                                   | 3 mesi                    |
| 1904   | dal 27 marzo, conte avv. Carlo Biancoli                              | 1 mese                    |
| 1904   | dal 29 aprile, cav. Enrico Zironi f.f.                               | 1                         |
| 1905   | dal 26 marzo, ing. Ugo Melloni                                       | 6                         |
| 1911   | dal 16 luglio, ing. Alfredo Grassi                                   | 2                         |
| 1913   | dal 20 luglio, ing. Ugo Melloni                                      | 7                         |
| 1920   | dal 18 marzo, dott. Francesco Zanardi                                | 2                         |
| 1922   | dal 13 aprile, ing. Raffaele Leonardi                                | 8 mesi                    |
| 1922   | dal 10 dicembre, ing. Ugo Melloni                                    | 13                        |
| 1935   | dal 31 marzo, prof. Bruno Bendini                                    | 10                        |
| 1945   | dal 25 marzo, Giuseppe Rizzoli                                       | 3 mesi                    |
| 1945   | da giugno, prof. Carlo Pirani. Commissario straordinario prefettizio | 4 mesi                    |
| 1945   | dal 28 ottobre, dott. Francesco Zanardi                              | 7                         |
| 1952   | da maggio, rag. Cesare Simoni                                        | 6                         |
| 1958   | da aprile, Amedeo Zanevrini                                          | 2                         |
| 1960   | da maggio, sig. Giorgio Bonetti                                      | 15                        |
| 1975   | da maggio, sig. Athos Garelli                                        | 4                         |
| 1979   | da maggio, dott. Gabriele Negrini                                    | 3                         |
| 1982   | da gennaio, sig. Sergio Montanari                                    | 20                        |
| 2002   | dal 17 giugno, geom. Sergio Mantovani                                | 12                        |
| 2014   | dal 3 giugno, avv. Renato Rimondini                                  | 9                         |
| 2023   | dal 10 giugno, sig. Luca Lorenzini                                   |                           |
| Fonte: |                                                                      |                           |